# Clara Dias
Clara Dias est une localité de Sao Tomé-et-Principe située à l'est de l'île de São Tomé, dans le district de Cantagalo. C'est une ancienne roça.
Clara Dias est le nom du cours d'eau, Água Clara Dias (ceb).

## Population
Lors du recensement de 2012, 63 habitants y ont été dénombrés.

## Roça
Implantée sur une colline, cette petite roça a d'abord été une dépendance de celle de Pedroma, puis de Uba Budo.